# Question: Are We Not Men? Answer: We Are Devo!
Az 1978-as Q: Are We Not Men? A: We Are Devo! a Devo debütáló nagylemeze. Szerepel az 1001 lemez, amit hallanod kell, mielőtt meghalsz című könyvben.

## Az album dalai
| 1. | Uncontrollable Urge           | Mark Mothersbaugh                 | 3:09 |
| 2. | (I Can't Get No) Satisfaction | Mick Jagger, Keith Richards       | 2:40 |
| 3. | Praying Hands                 | Gerald V. Casale, M. Mothersbaugh | 2:47 |
| 4. | Space Junk                    | G. V. Casale, M. Mothersbaugh     | 2:14 |
| 5. | Mongoloid                     | G. V. Casale                      | 3:44 |
| 6. | Jocko Homo                    | M. Mothersbaugh                   | 3:40 |

| 1. | Too Much Paranoias             | M. Mothersbaugh                                             | 1:57 |
| 2. | Gut Feeling/(Slap Your Mammy)  | M. Mothersbaugh, Bob Mothersbaugh/G.V. Casale               | 4:54 |
| 3. | Come Back Jonee                | G.V. Casale, M. Mothersbaugh                                | 3:47 |
| 4. | Sloppy (I Saw My Baby Gettin') | M. Mothersbaugh, B. Mothersbaugh, G.V. Casale, Gary Jackett | 2:40 |
| 5. | Shrivel Up                     | G.V. Casale, M. Mothersbaugh, B. Mothersbaugh               | 3:05 |

## Helyezések és eladási minősítések

### Album
| Év   | Lista                | Helyezés |
| ---- | -------------------- | -------- |
| 1978 | Billboard Pop Albums | 78       |
| 1978 | Brit albumlista      | 12       |

### Eladási minősítések
| Szervezet   | Minősítés | Dátum            |
| ----------- | --------- | ---------------- |
| RIAA – U.S. | arany     | 2007. július 27. |

## Közreműködők

### Devo
- Bob Casale – ritmusgitár, kiegészítő billentyűk, háttérvokál
- Gerald V. Casale – basszusgitár, kiegészítő billentyűk, ének
- Bob Mothersbaugh – szólógitár, háttérvokál
- Mark Mothersbaugh – billentyűk, gitár, ének
- Alan Myers – dob

### Produkció
- Brian Eno – producer
- Dave Hutchins – hangmérnök
- Patrick Gleeson – hangmérnök